# Präsidentschaftswahl in Bulgarien 2006
Die Präsidentschaftswahl in Bulgarien 2006 fand am 22. Oktober (1. Wahlgang) und 29. Oktober (Stichwahl) statt.

## Ergebnis
| Kandidaten                                                        | Kandidaten        | Parteien                          | 1. Wahlgang | 1. Wahlgang | 2. Wahlgang | 2. Wahlgang |
| Kandidaten                                                        | Kandidaten        | Parteien                          | Stimmen     | %           | Stimmen     | %           |
| ----------------------------------------------------------------- | ----------------- | --------------------------------- | ----------- | ----------- | ----------- | ----------- |
|                                                                   | Georgi Parwanow   | Bulgarische Sozialistische Partei | 1.780.119   | 64,0        | 2.050.488   | 75,9        |
|                                                                   | Wolen Siderow     | Ataka                             | 597.175     | 21,5        | 649.387     | 24,1        |
|                                                                   | Nedelcho Beronov  | Sajus na Demokratitschnite Sili   | 271.078     | 9,8         |             |             |
|                                                                   | Georgi Markov     | Red, sakonnost i sprawedliwost    | 75.478      | 2,7         |             |             |
|                                                                   | Petar Beron       | Parteilos                         | 21.812      | 0,8         |             |             |
|                                                                   | Grigor Velev      | Parteilos                         | 19.857      | 0,7         |             |             |
|                                                                   | Lyuben Petrov     | Parteilos                         | 13.854      | 0,5         |             |             |
| Gesamt                                                            | Gesamt            | Gesamt                            | 2.779.373   | 100         | 2.699.875   | 100         |
|                                                                   |                   |                                   |             |             |             |             |
| Ungültige Stimmen                                                 | Ungültige Stimmen | Ungültige Stimmen                 | 77.374      | 2,7         | 57.560      | 2,1         |
| Wähler                                                            | Wähler            | Wähler                            | 2.856.747   | 44,1        | 2.757.435   | 42,6        |
| Wahlberechtigte                                                   | Wahlberechtigte   | Wahlberechtigte                   | 6.477.126   |             | 6.469.224   |             |
|                                                                   |                   |                                   |             |             |             |             |
| Quellen: Tsentralna izbiratelna komisiya: 1. Wahlgang 2. Wahlgang |                   |                                   |             |             |             |             |